# Klub Pathfinder

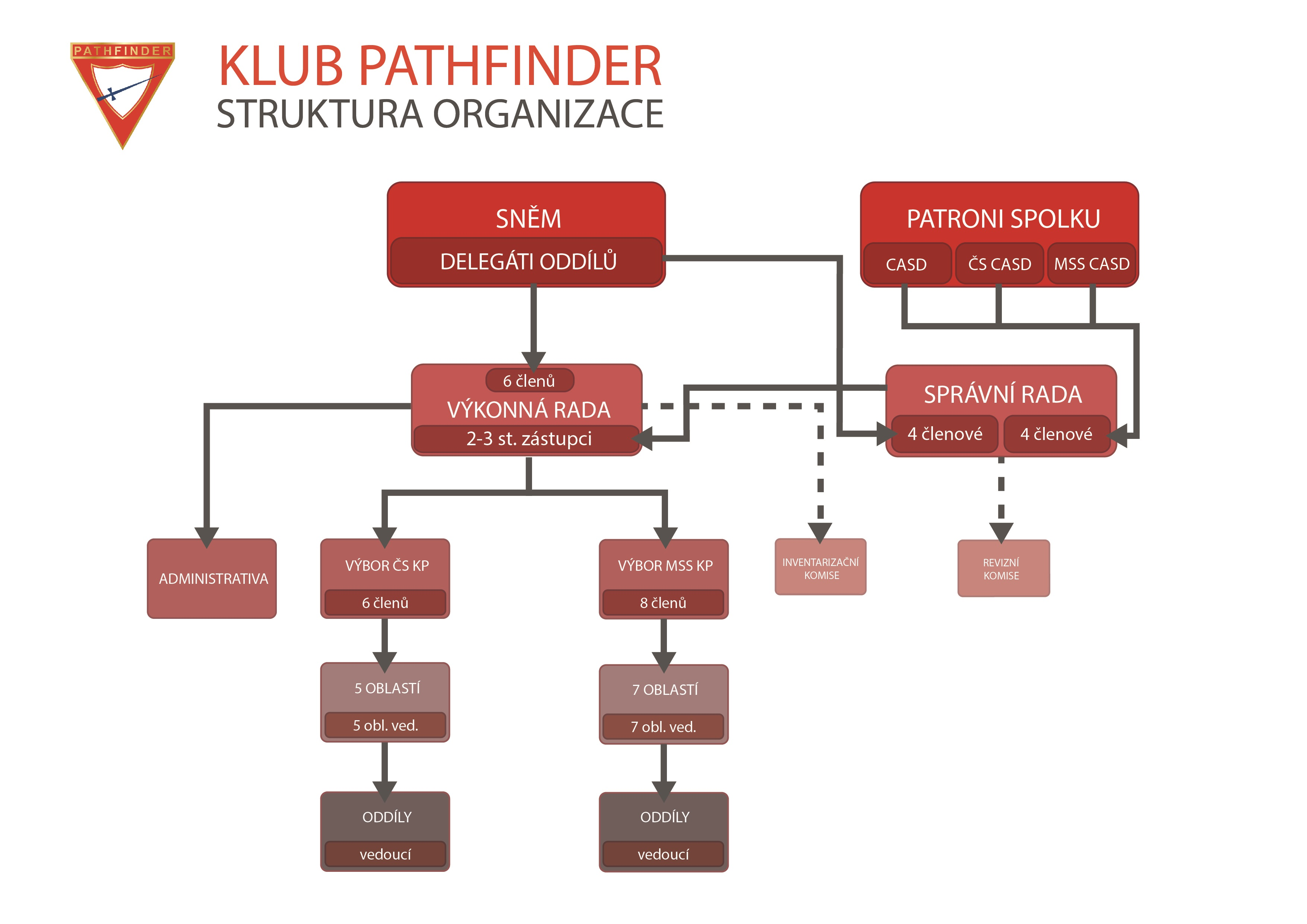
Struktura organizace KP

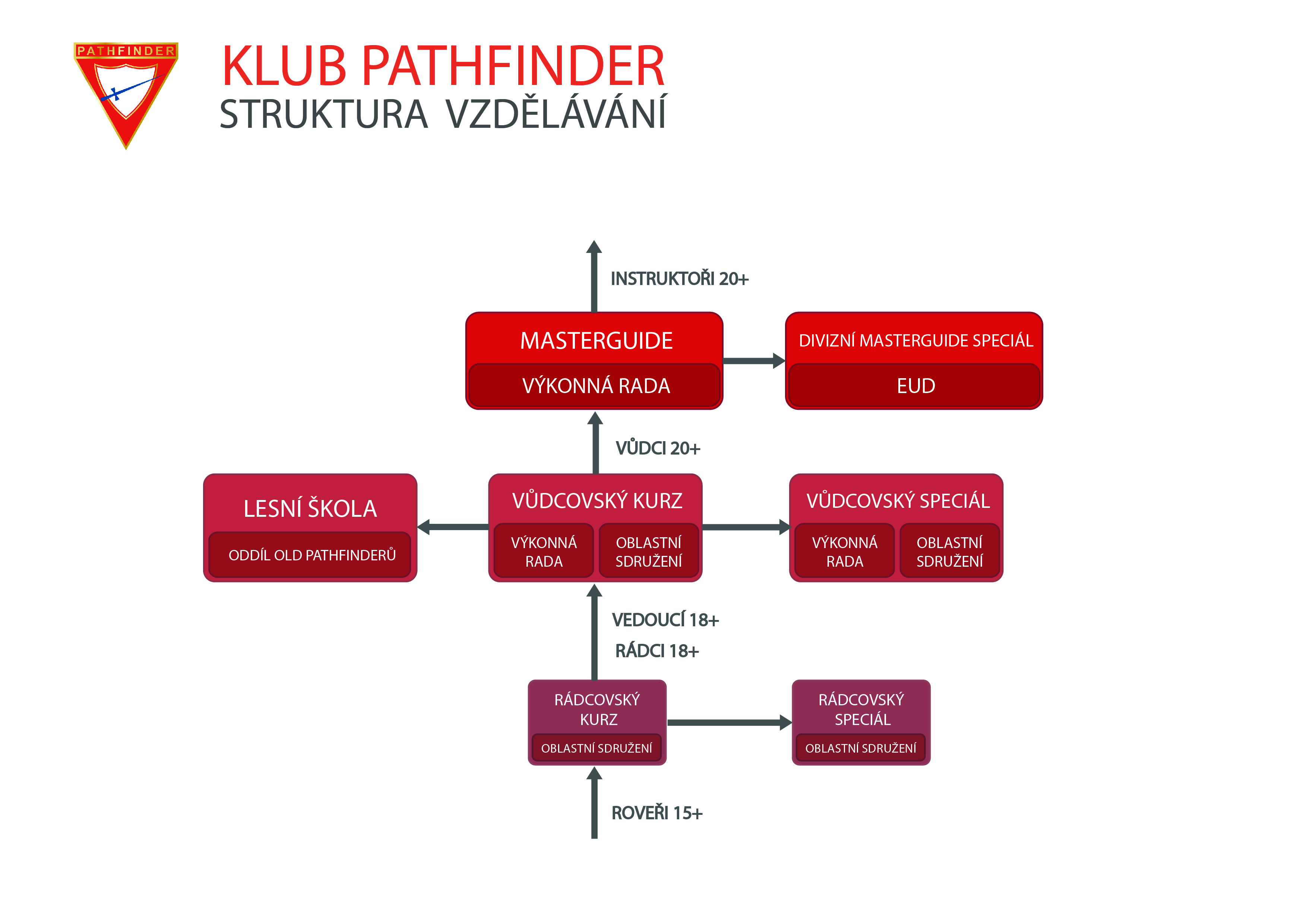
Struktura vzdělávání KP

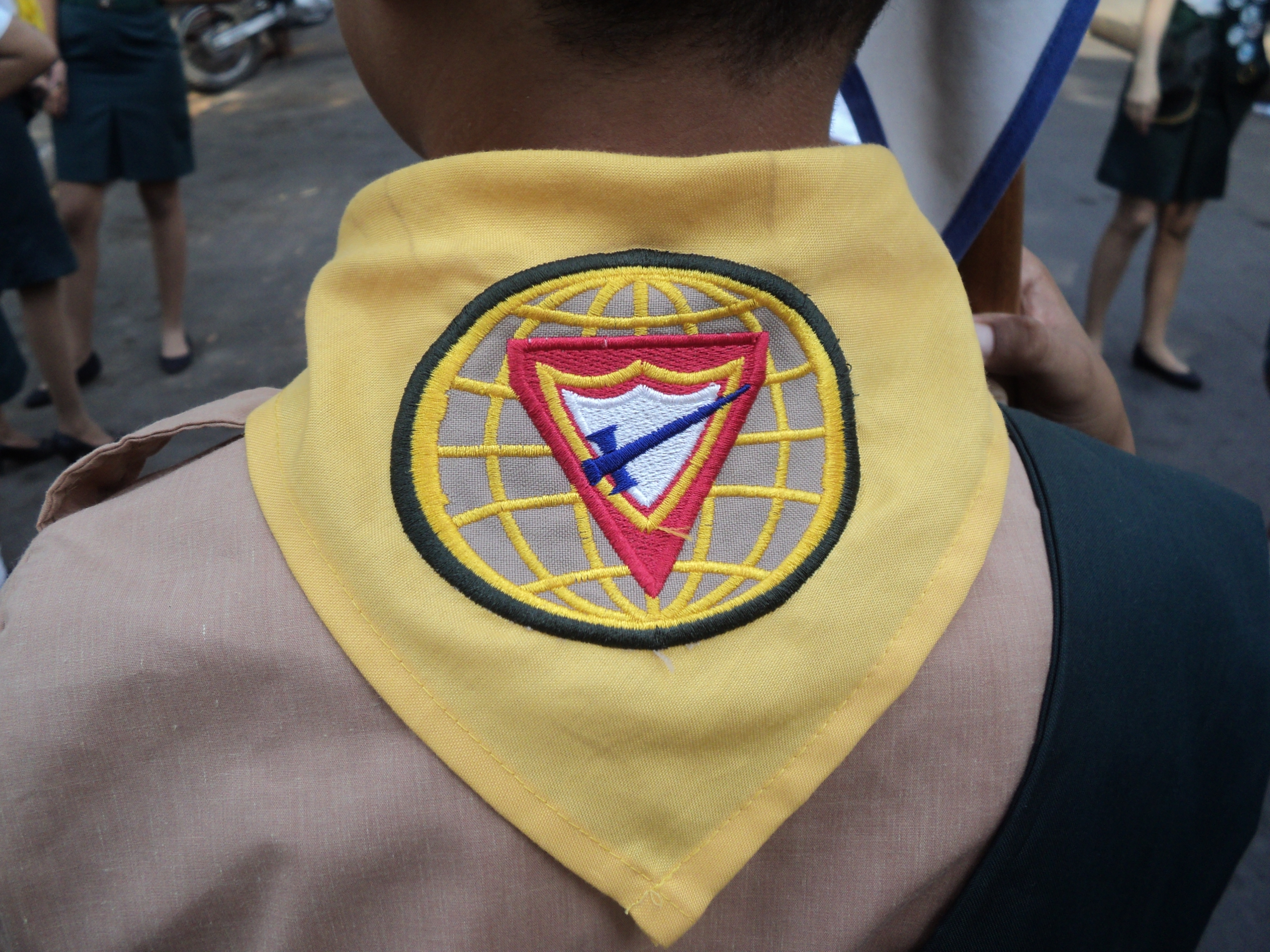
Šátek se znakem mezinárodní organizace

Zapsaný spolek dětí a mládeže Klub Pathfinder je křesťanskou organizací skautského typu původem z USA, která v České republice od 7. dubna 1995 navazuje na předchozí činnost v rámci Junáka, A-TOM nebo YMCA a která je součástí celosvětové organizace The Pathfinder Club. Spolek je jednou z menších alternativních organizací, které působí v rámci českého skautingu.
Cílem činnosti spolku je snaha podpořit rozvoj osobnosti mladých lidí, a to jak v oblasti fyzické, tak i duchovní a mravní s důrazem na vytváření pozitivního vztahu k přírodě, společnosti i jednotlivým lidem v duchu křesťanských zásad.
Aktuálně organizace sdružuje přes 2 500 členů ve více než 80 oddílech napříč Českou republikou.

## Organizační struktura
Základními organizačními jednotkami jsou oddíly vedené dospělými vedoucími. Větší oddíly se dále dělí na družiny.
Oddíly se dle místní příslušnosti dále sdružují v oblastech, kterých je 12. Oblasti pak tvoří sdružení – České sdružení Klubu Pathfinder a Moravsko-slezské sdružení Klubu Pathfinder.
V čele oblastí stojí oblastní vedoucí, kteří společně s vedoucími příslušného sdružení tvoří výbory sdružení. Spolek jako celek vede mezi sněmy Výkonná rada Klubu Pathfinder, ve které je 9 členů (3 členové předsednictva a po 3 zástupcích sdružení).
Na činnost spolku v mezisněmovních obdobích dohlíží Správní rada Klubu Pathfinder, která má právo jmenovat a odvolávat předsednictvo. Nejvyšším orgánem spolku je sněm, který se koná jednou za tři roky a mimo jiné jmenuje většinu výkonné rady a správní rady.

### Osobnosti spolku
- V roce 1995 spolek zakládali Jaroslav "Jerry" Šlosárek, Radomír "Pinďa" Jonczy a Milan "Havran" Kašlík.
- Vedení spolku tvoří předseda spolku Tomáš Špác a místopředseda Lukáš Jureček.[2]
- Předsedou správní rady je Mikuláš Pavlík.
- V minulosti se na vedení spolku podíleli Jaroslav "Jerry" Šlosárek, Radomír "Pinďa" Jonczy, Milan "Havran" Kašlík, Richard Vlach, Petr Adame, David "Dawy" Čančík, Roman Buchtel  a mnoho dalších.

## Výchova a vzdělávání
Prostřednictvím pravidelných schůzek, víkendových akcí, sportovních akcí, turistických výprav do přírody a letních táborů spolek realizuje rozmanité zájmové aktivity zaměřené na smysluplné využívání volného času dětí a mládeže. Kromě aktivit připravovaných speciálně pro registrované členy, organizuje spolek také zájmové a vzdělávací akce pro širokou veřejnost.
Organizaci tvoří členové a příznivci napříč věkem:
- broučci (4–6 let)
- kolibříci (6–10 let)
- pathfindeři (11–15 let)
- rádci (15–18 let)
- vůdci (18+ let)
- old pathfindeři (40+ let)

Vzdělávání je třístupňové a kromě speciálů a odborného vzdělávání (např. lesní školy) zahrnuje:
- rádcovské kurzy – vzdělávání pro pomocné vedoucí družin
- vůdcovské kurzy – vzdělávání pro vedoucí oddílů, hlavní vedoucí akcí a táborů
- instruktorské kurzy (Masterguide) – vzdělávání pro instruktory a činovníky

## Spolupráce s dalšími organizacemi
Organizace úzce spolupracuje s Církví adventistů sedmého dne, humanitární organizací ADRA, Českou radou dětí a mládeže a Junákem – českým skautem. Organizaci podporuje MŠMT.

### CASD
Církev adventistů sedmého dne vystupuje jako patron spolku, který se zavazuje podporovat činnost Klubu Pathfinder.

### ADRA
Klub Pathfinder v roce 2008 uzavřel s humanitární organizací ADRA smlouvu o spolupráci, která mimo jiné vyústila v participaci členů spolku na velikonočních sbírkách či v realizaci sbírek během akcí spolku.

### ČRDM
Klub Pathfinder je od roku 2004 členem České rady dětí a mládeže. Od roku 2017 má svého zástupce v Představenstvu České rady dětí a mládeže.

### Junák
Klub Pathfinder má s Junákem – českým skautem uzavřenou dohodu o vzájemné spolupráci, podle které může využívat krojové košile Junáka a obě organizace si vzájemně umožňují účast na vzdělávacích akcích, sdílejí spolu tábořiště atp. Zástupce Klubu Pathfinder je součástí Odboru duchovní výchovy Junáka.

### MŠMT
Klub Pathfinder je také nositelem ocenění Uznaná NNO pro práci s dětmi a mládeží udělovaného MŠMT.